# Muddassar Aziz
Mudassar Aziz est un scénariste et réalisateur indien.

## Filmographie
- Dulha Mil Gaya (2008) (réalisateur)
- Showbiz (2007)
- Zindaggi Rocks (2006)
- Dil Diya Hai (2006)